# Повидов
Повидов (укр. Повідов) — село Черниговского района Черниговской области Украины. Население 214 человек. Расположено на берегу рукава Днепра Старик.
Код КОАТУУ: 7425581603. Почтовый индекс: 15545. Телефонный код: +380 462.

## Власть
Орган местного самоуправления — Днепровский сельский совет. Почтовый адрес: 15545, Черниговская обл., Черниговский р-н, с. Днепровское, ул. Советская 35.